# سروایور سریز (۲۰۱۵)
سروایور سریز (به انگلیسی: Survivor Series) یک رویداد غیر رایگان (Pay-Per-View) در کشتی حرفه‌ای می‌باشد که توسط کمپانی دبلیودبلیوئی تهیه می‌شود و این دوره اش هم در ۲۲ نوامبر ۲۰۱۵ در مجموعه ورزشی فیلیپس ارینا شهر آتلانتا ایالت جورجیا (برای اولین بار) برگزار شد و بیست و نهمین سروایور سریز و دوازدهمین رویداد سالانه دبلیودبلیوئی می‌باشد. این رویداد بیست و پنجمین سالگرد آغاز به‌کار آندرتیکر در دبلیودبلیوئی بود و قهرمان جدید کمربند دبلیودبلیوئی سنگین‌وزن جهان هم در آن مشخص شد؛ رومن رینز در مسابقه نهایی موفق به شکست دین امبروز شد و برای لحظاتی کوتاه قهرمان شد، چرا که بلافاصله شیمس وارد شد و با دو بروگ کِک و نقد کردن چمدان مانی این د بنک خود، قهرمان جدید کمربند دبلیودبلیوئی سنگین‌وزن جهان شد تا جای سث رالینز را بین رووسا(The Authority) پُر کند.

## زمینه‌سازی
سروایور سریز شامل مسابقاتی بین دشمنی‌های موجود، ماجراهای پیش آمده و استوری‌هایی خواهد بود که پیش از این در برنامه‌های راو یا اسمک داون پخش شده بود. کشتی‌گیرها با توجه به مسابقات یا سری اتفاقاتی که برایشان رخ می‌دهد و تنش را به حد اکثر می‌رساند، نقش منفی یا قهرمان به خود می‌گیرند.
در هِل این اِ سِل، سث رالینز با شکست کین موفق به حفظ کمربند دبلیودبلیوئی سنگین‌وزن جهان خود شد. شب بعد در راو، رومن رینز طی مسابقه‌ای از نوع مرگبار چهارجانبه توانست مقابل دالف زیگلر، کِوین اُوِنز و آلبرتو دل ریو پیروز میدان شده و شانس مبارزه با رالینز را در سروایور سریز بیابد. با این حال، در چهارم نوامبر، رالینز در یک رویداد دبلیودبلیوئی در شهر دابلین ایرلند هنگامیکه قصد داشت تا روی کین حرکت پاور بام بزند و او را به درون میز بکوبد، از چند ناحیه در زانوی خود دچار آسیب‌دیدگی شد: رباط متقاطع جلویی، رباط طرفی داخلی و منیسک؛ به همین دلیل، کمربند رالینز به حالت بدون صاحب درآمد؛ او بمدت شش تا نه ماه از میادین دور خواهد بود. همچنین قرار شد تورنمنتی در سروایور سریز برگزار شود تا قهرمان جدید در این رویداد مشخص شود. این تورنمنمت از راو ۹ نوامبر شروع شد و در آن ۱۶ سوپراستار باید با هم به رقابت می‌پرداختند تا دو نفر باقی‌مانده در پایان تورنمنت، در مسابقه اصلی سروایور سریز با هم مبارزه کنند. در دور اول، رومن رینز که از پیشنهاد تریپل اچ مبنی بر خودفروشی(Sell Out_کاری که رالینز با خیانت به شیلد کرد) به رووسا و جایگزین شدنش با رالینز سر باز زد مجبور به شرکت در تورنمنت شد و مقابل بیگ شو قرار گرفت که البته بیگ شو را شکست داد. سِزارو مقابل شیمس پیروز شد. کِوین اُوِنز مقابل تایتِس اونیل، دالف زیگلر مقابل د میز و دین امبروز هم مقابل تایلر بریز، همگی با پین کردن، به پیروزی رسیدند. در ادامه دور اول که در اسمک‌داون برگزار شد، آلبرتو دل ریو مقابل استارداست، کالیستو مقابل رایبک و نِویل هم مقابل کینگ بَرِت، همگی با پین کردن، به پیروزی رسیدند و به دور دوم این تورنمنت راه یافتند. در راو ۱۹ نوامبر، رینز، امبروز، اُوِنز و دل ریو بترتیب مقابل حریفان خود یعنی سِزارو، زیگلر، نِویل و کالیستو به برتری رسیدند. بدین ترتیب قرار شد در سروایور سریز، رینز مقابل دل ریو و امبروز مقابل اُونز قرار بگیرند و برنده دو مسابقه در پایان همان شب برای کمربند با هم مبارزه کنند.
در قسمت ۲ نوامبر راو،پِیج در یک مسابقه مرگبار چهارجانبه مقابل بکی لینچ، بری بِلا و ساشا بنکس به برتری رسید تا شانس مسابقه برابر قهرمان کمربند دیواز یعنی شارلوت را در سروایور سریز بدست آورد.
در هِل این اِ سِل، خانواده وایت بعد از اینکه آندرتیکر از براک لزنر در یک مسابقه هل این ا سل شکست خورد، وارد رینگ شدند و به آندرتیکر حمله کرده و او را بر روی دستان خود از میدان خارج کردند. شب بعد در راو، کین سعی کرد به خانواده وایت حمله‌ور شود که آن‌ها همین کار را با او هم کردند. در راو ۹ نوامبر، آندرتیکر و کین بار دیگر تحت عنوان برادران ویرانی وارد رینگ شده و به خانواده وایت حمله کردند. در اسمک‌داون ۱۲ نوامبر هم بری وایت این دو را به یک مبارزه تگ تیم در سروایور سریز مقابل دو تن از یاران خانواده وایت طلبید که آن‌ها پذیرفتند.

## نتایج
| #                                                                                                 | نتایج | نوع مسابقه | مدت زمان |
| ------------------------------------------------------------------------------------------------- | --- | --- | -------- |
| ۱پ                                                                                                | گُلداست، د دادلی بویز (بابا رِی دادلی و دی-وان دادلی)، نِویل و تایتوس اونیل پیروز مقابل د کازمیک ویست‌لند (استارداست، کانِر و ویکتور)، د میز، و بو دالاس1 | مسابقه سنتی تگ تیم نابودی پنج نفره سروایور سریز                                                               | ۱۸:۱۰    |
| ۲                                                                                                 | رومن رینز پیروز مقابل آلبرتو دل ریو (با همراهی زِب کُلتِر)                                                                                              | مسابقه نیمه‌نهایی تورنمنت                                                                                      | ۱۴:۰۱    |
| ۳                                                                                                 | دین امبروز پیروز مقابل کِوین اُوِنز | مسابقه نیمه‌نهایی تورنمنت                                                                                      | ۱۱:۱۹    |
| ۴                                                                                                 | رایبک، د اوسوس (جیمی و جِی اوسو)، و د لوچا دراگونز (کالیستو و سین کارا) پیروز مقابل د نو دی (بیگ ای، کوفی کینگستون، و زِیویِر وودز)، شیمس، و کینگ بَرِت2  | مسابقه سنتی تگ تیم نابودی پنج نفره سروایور سریز                                                               | ۱۷:۳۳    |
| ۵                                                                                                 | شارلوت (c) مقابل پِیج با تسلیم | مسابقه تک نفره برای قهرمانی کمربند دیواز                                                                      | ۱۴:۱۵    |
| ۶                                                                                                 | تایلر بریز (با همراهی سامر ری) پیروز مقابل دالف زیگلر                                                                                                | مسابقه تک نفره                                                                                                | ۰۶:۴۰    |
| ۷                                                                                                 | برادران ویرانی (آندرتیکر و کین) مقابل خانواده وایت (بری وایت، لوک هارپر با همراهی اریک روئن و براون استرومن)                                         | مسابقه تگ تیم                                                                                                 | ۱۰:۱۹    |
| ۸                                                                                                 | رومن رینز پیروز مقابل دین امبروز | مسابقه نهایی از تورنمنت قهرمانی کمربند بی‌صاحب دبلیودبلیوئی سنگین‌وزن جهان                                      | ۰۹:۰۲    |
| ۹                                                                                                 | شیمس پیروز مقابل رینز(c) | مسابقه تک نفره برای قهرمانی کمربند دبلیودبلیوئی سنگین‌وزن جهان شیمس' چمدان مانی این د بنک خود را نقد (کَش) کرد. | ۰۰:۳۴    |
| - (c) – نشان‌دهنده قهرمان(هایی) است که به میدان می‌روند - پ – نشان‌دهنده این است که مسابقه در پری–شو | | |          |

## بازخورد منتقدین
جیمز کادوِل از PWTorch مسابقه اول را بهترین مسابقه رویداد دانست و در مجموع به رویداد سه و نیم ستاره از پنج داد. جیمز پاوِل از Prowrestling.net گفت: «رویداد با دو مسابقه نیمه نهایی به‌شکلی قوی آغاز شد و بخش سالروز فعالیت آندرتیکر هم خوب بود ولی جو حاکم بر تماشاگران جوی بی نظم و ناهماهنگ بود» و مسابقه نهایی هم «واقعاً ناامیدکننده» بود.